# Nicolaus Marschalk
Nicolaus Marschalk (1455-1525) (* Roßla, 1455 † Rostock, 12 de Julho de 1525) foi humanista, tipógrafo, filólogo, jurista e historiador alemão.

## Publicações
- Interpretamentum leve in Psellum de natura ciborium, 1499
- Herausgeber von De Grammatica liber von Martianus Mineus Felix Capella, 1500 (com seu Comentário)
- Grammatica exegetica, 1501
- Orthographia, 1501
- Enchiridion poetarum clarissimorum, 1502
- Herausgeber von Petrus von Ravenna Lectio de potestate summi pontificis et Romani imperatoris, 1503
- Chronicon der mecklenburgischen Regenten (um 1520) VD16 M 1111? (Rostock 1521)
- Annales Herulorum et Vandalorum, 1521, wieder abgedruckt mit anderen seiner Werke wie der Mecklenburgischen Reimchronik in E. J. von Westphalen: Monumenta inedita rerum Germanicarum praecipue Cimbricarum et Megapolensium, 1729-1745
- De Sacrilegium Judaeorum Sternbergae 1491 commissio germanico idiomate, 1510
- Historiae Aquatilium, 1517-1520
- Annalium Herulorum ac Vandalorum